# Coniogramme bashanensis
Coniogramme bashanensis är en kantbräkenväxtart som beskrevs av X.S.Guo och Bin Li. Coniogramme bashanensis ingår i släktet Coniogramme och familjen Pteridaceae. Inga underarter finns listade.